# Economia de Praga

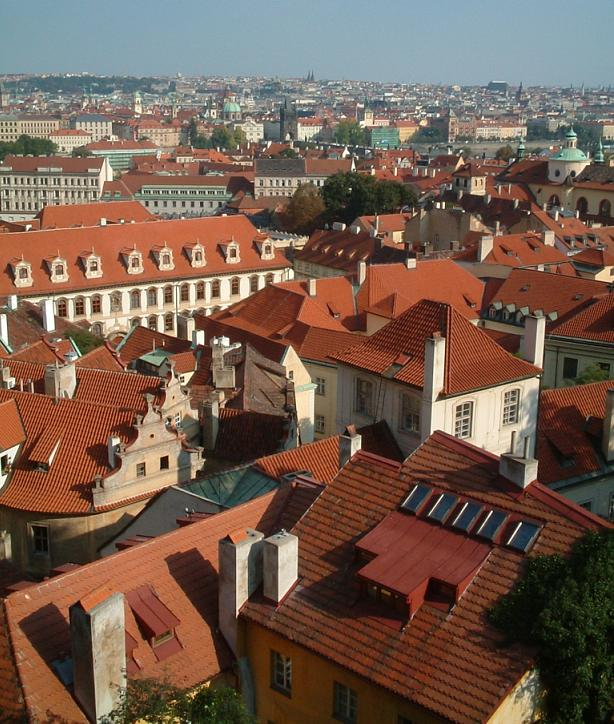
Casas em Praga

Praga é o centro industrial, comercial e cultural da República Checa. A sua indústria variada, é responsável pela produção de químicos, metalomecânica, artigos eléctricos, alimentar, têxtil, produtos de pele, farmacêuticos, bebidas alcoólicas e objectos de vidro. A indústria cinematográfica também é significativa. 
É o centro editorial do país e possui diversas instituições de ensino superior. A mais famosa é a Universidade de Carlos, fundada no século XIV, sendo também a mais antiga da Europa Central. Merece também destaque a Universidade Técnica de Praga, fundada no século XVIII.
Na capital existe um grande número de escolas profissionais de arte e música, bibliotecas e teatros. Após a queda do regime comunista, tornou-se um importante centro turístico, sector que contribui significativamente para a economia do país.